# Akihiko Hoshide
Akihiko Hoshide (Japans: 星出 彰彦, Hoshide Akihiko) (Setagaya, 28 december 1968) is een Japans ruimtevaarder. Hoshide zijn eerste ruimtevlucht was STS-124 met de spaceshuttle Discovery en vond plaats op 31 mei 2008. Tijdens de missie werden onderdelen van de Japanse Experimentmodule naar het Internationaal ruimtestation ISS gebracht.
In totaal heeft Hoshide twee ruimtevluchten op zijn naam staan. Tijdens zijn missies maakte hij drie ruimtewandelingen. 
Zijn derde ruimtevlucht is Commercial Crew-vlucht USCV-2 (Crew 2) met een SpaceX Crew Dragon in die op 23 april 2021 werd gelanceerd.